# Waarschuwingsstelsel

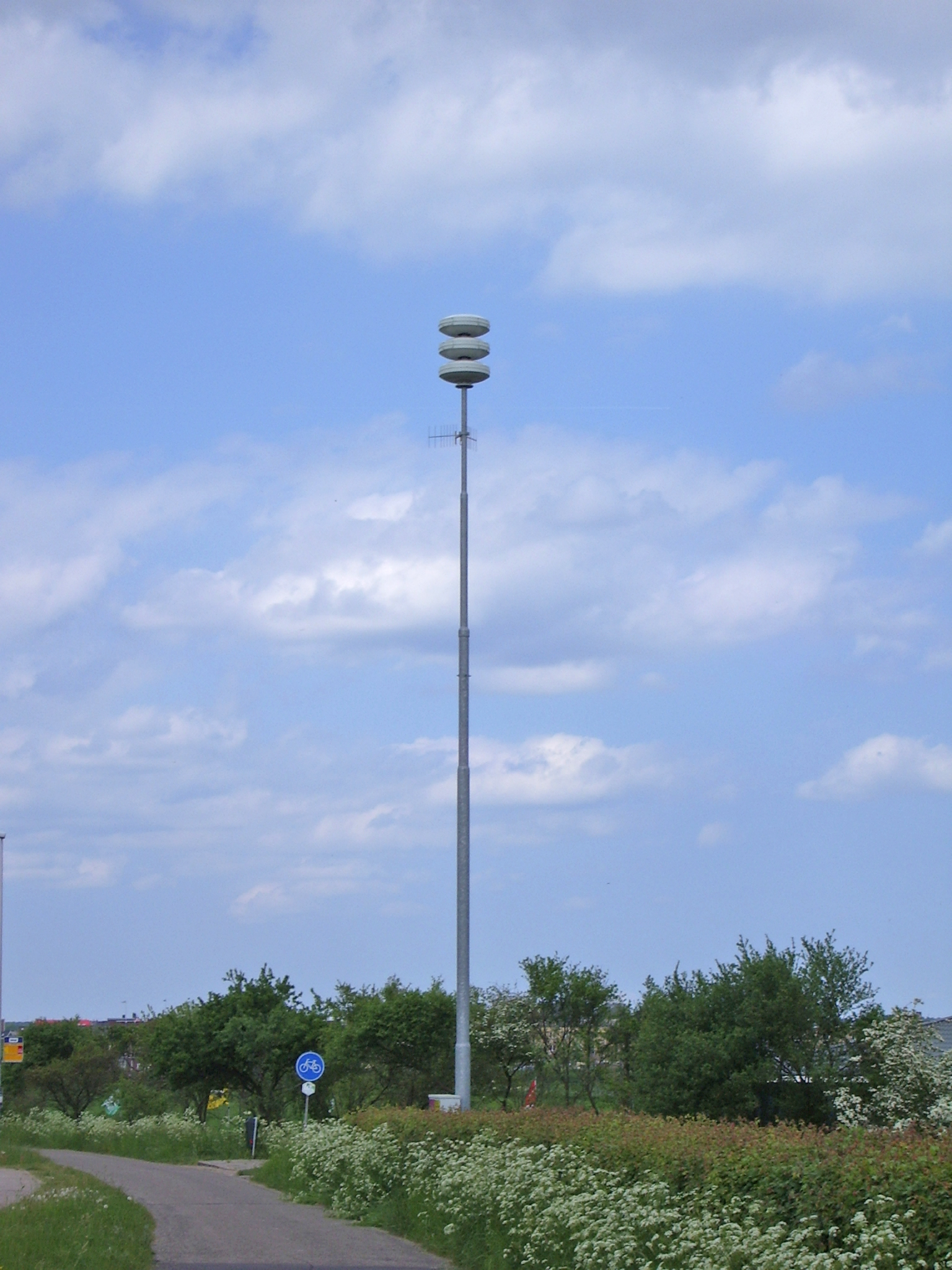
Installatie van een WAS-sirene op paal in Nederland, ook wel een waspaal genoemd

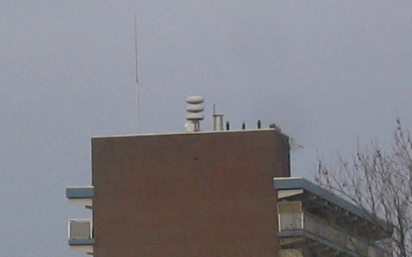
Installatie van een sirene op een flat in Nederland

Het waarschuwingsstelsel of waarschuwings- en alarmeringssysteem is een netwerk van 4278 sirenes in Nederland die draadloos en onafhankelijk van elkaar aangezet kunnen worden vanuit de alarmcentrale van de regionale brandweer. De sirenes worden gebruikt om te waarschuwen via een luchtalarm voor (dreigend) gevaar, met name indien er gevaarlijke stoffen in de lucht aanwezig (kunnen) zijn.
Het systeem is ontwikkeld door Siemens, en gebruikt elektronische sirenes op basis van de Federal Signal Modulator 2008 en 1004. Het waarschuwingsstelsel is eigendom van het Ministerie van Justitie en Veiligheid, en is op 3 juni 1998 in gebruik genomen.

## Als de sirene gaat
De bevolking is via publiekscampagnes van tevoren geïnstrueerd om in het geval dat de sirene gaat naar binnen te gaan, ramen en deuren te sluiten en radio of televisie aan te zetten. Op aangewezen rampenzenders kan de overheid verdere aanwijzingen geven, bijvoorbeeld dat een gebied geëvacueerd wordt of om ventilatiesystemen uit te schakelen.
Als de sirene gaat is het niet de bedoeling om de politie of het alarmnummer 112 te bellen. De ervaring leert dat veel mensen dit toch doen, waardoor de telefoonlijnen overbelast raken en de alarmcentrales hun werk niet kunnen doen.

## Bereik
Het bereik van het waarschuwingsstelsel is gebaseerd op mensen die zich buiten gebouwen bevinden. Dit betekent dat het alarm binnen een gebouw soms minder goed hoorbaar is. Dit is zo gedaan, omdat mensen die zich al binnen bevinden al voldoen aan de adviezen om binnen te blijven.
De sirenes kunnen afzonderlijk of als groep ingeschakeld worden. Hiermee kan selectief gealarmeerd worden zodat alleen een getroffen gebied bereikt wordt. Hiermee wordt onnodige paniek voorkomen en wordt voorkomen dat mensen het alarm niet meer serieus gaan nemen. Het bereik van een sirene is ongeveer 900 meter.

## Test
De sirenes worden maandelijks getest op de eerste maandag van de maand om 12.00 uur behalve op feestdagen, Nationale Dodenherdenking of bij andere speciale gebeurtenissen. De test duurt 1 minuut en 26 seconden.

## Afschaffing
Sinds 2015 ligt het plan op tafel om het waarschuwings- en alarmeringssysteem (WAS) op termijn af te schaffen. In 2016 maakte de minister van Justitie en Veiligheid bekend dat dit per 2020 zou gaan plaatsvinden. Reden voor de afschaffing was de toename in alternatieve alarmmethoden, zoals calamiteitenzenders, geluidswagens, sms (NL-Alert) en sociale media. Een voordeel, volgens het ministerie, is dat via deze systemen je de mensen ook kunt vertellen wat te doen.
In maart 2019 werd besloten om de geplande afschaffing van het WAS per 1 januari 2020 met een jaar uit te stellen, omdat de alternatieve systemen zoals NL-Alert nog niet overal in Nederland optimaal werkte. Naar aanleiding van zorgen uit de Tweede Kamer over het nog niet optimaal functioneren van de alternatieve systemen, werd in november dat jaar de afschaffing voor onbepaalde tijd opgeschort.
In april 2021 liet de minister van Justitie en Veiligheid weten dat hij het besluit over de toekomst van het WAS overlaat aan het volgende kabinet. In de komende jaren zullen het kabinet en de Tweede Kamer besluiten of en hoe het WAS wordt voortgezet.
Op 1 maart 2024 maakte de minister van Justitie en Veiligheid bekend dat het systeem in 2025 zal worden vervangen door NL-Alert. Een ruime Kamermeerderheid stemde later die maand echter voor het behoud van het WAS.